# Verneuil-en-Bourbonnais

Verneuil-en-Bourbonnais este o comună în departamentul Allier din centrul Franței. În 1 ianuarie 2022 avea o populație de 237 de locuitori.